# Ляшенко, Кирилл Петрович
Кирилл Петрович Ляшенко (1910 год — 1985 год) — строитель, передовик производства, бригадир штукатуров треста «Прибалхашстрой» Карагандинского совнархоза, Казахская ССР. Герой Социалистического Труда (1958).

## Биография
С 1936 по 1970 год трудился штукатуром, бригадиром штукатуров строительном управлении № 3 треста «Прибалхашстрой». Бригада Кирилла Ляшенко участвовала в строительстве различных производственных и социальных объектов города Балхаш. В 1958 году был удостоен звания Героя Социалистического Труда «за выдающиеся успехи, достигнутые в строительстве и промышленности строительных материалов».
Скончался в 1985 году.
Награды
- Герой Социалистического Труда — указом Президиума Верховного Совета СССР 9 августа 1958 года
- Орден Ленина